# Eurobus Holding
Eurobus Holding SA (EBH) is een Belgisch vervoerbedrijf.
Eurobus werd in 1996 opgericht door Jean-Claude Phlypo van de Société régionale wallonne du transport en enkele private partners, met het doel te voorkomen dat het busvervoer in Wallonië na de invoering van marktwerking in buitenlandse handen zou vallen.
EBH houdt zich voornamelijk bezig met de exploitatie van openbaar vervoer. Het gaat daarbij om het uitvoeren van busdiensten die de SRWT en VVM De Lijn hebben verpacht aan dochterondernemingen van EBH. EBH is eigenaar van vijf Vlaamse en dertien Waalse pachters. Andere activiteiten zijn leerlingenvervoer en vervoer van toeristen en vakantiegangers.
EBH was eigendom van de SRWT (26%), enkele Waalse en Vlaamse buspachters en Keolis Belgium. In 2003 behaalde het bedrijf een omzet van 80,96 miljoen euro. In 2003 bezat het bedrijf 975 bussen en waren er 1157 mensen in dienst.
Eurobus Holding is gevestigd in Wezet.
Sinds september 2010 is het bedrijf in volledige handen genomen door Keolis Belgium nadat de SRWT als laatste haar aandelen had verkocht.